# 紬

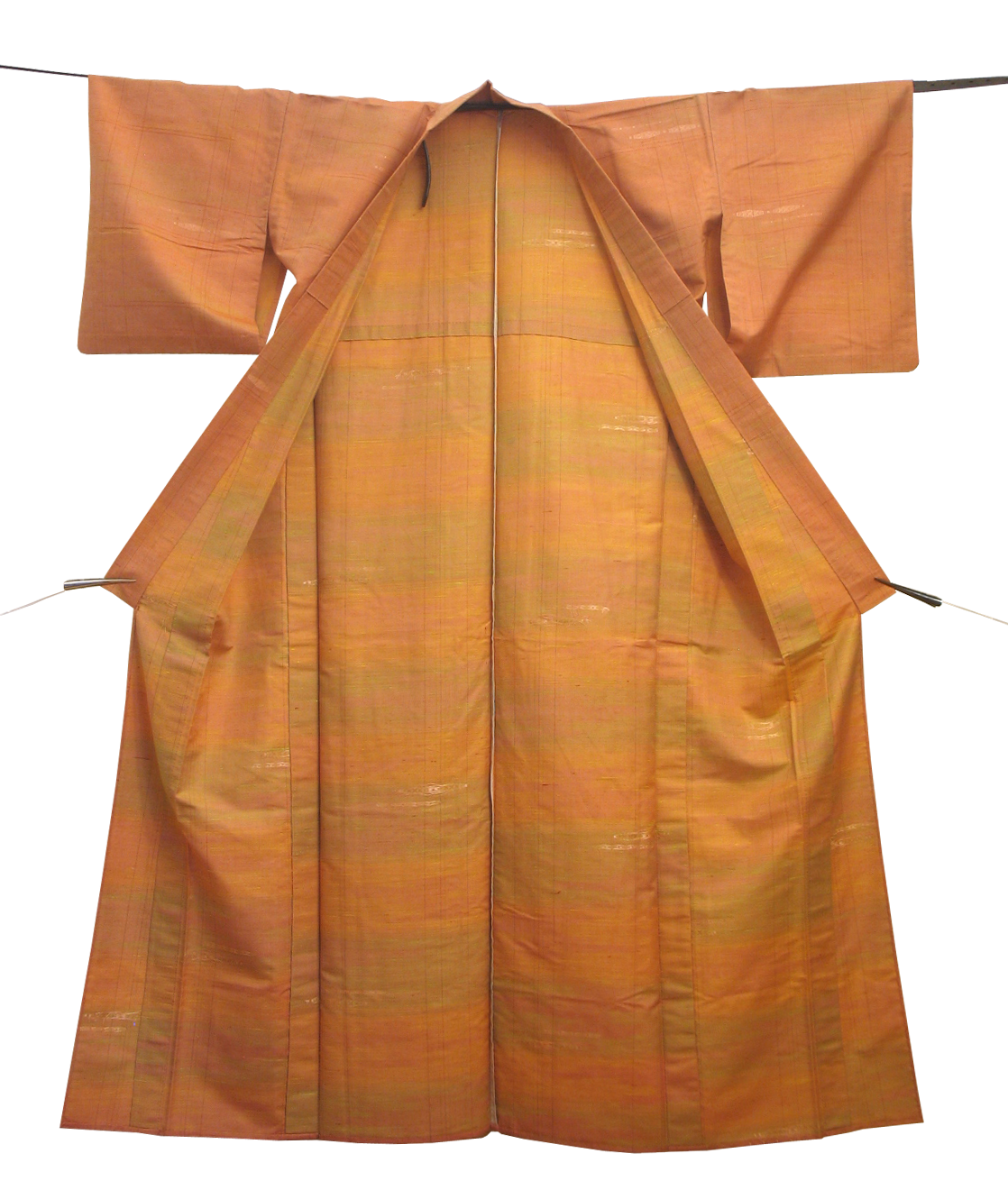
オレンジの紬の一重色無地

紬（つむぎ）とは、紬糸で織られた絹織物。蚕の繭から紡いで、撚（よ）りをかけて丈夫な糸に仕上げて織ったもので、例外的に木綿を素材とするものを称することがある。紬の生地を縫製した和服を指す場合もある。

## 概要
通常の絹糸は繭の繊維を引き出して作られるが、生糸を引き出せない品質のくず繭を綿状にして糸を紡ぎだしたものが紬糸である。くず繭には、玉繭、穴あき繭、汚染繭が含まれ、玉繭とは、2頭以上の蚕が一つの繭を作ったものをいう。紬糸は手で撚りをかけるため太さが均一ではなく、玉繭から作られる糸は2本の糸が複雑に絡まっており、節の多い糸になる。これを玉糸や節糸ともいう。また、紬糸には綿を解いて紡いだいわゆる木綿糸もある。
これらの糸を平織りした布が紬の生地である。紬糸は緯線・経線の両方に使用する場合と、片方に使用する場合がある。本繭から作る絹糸を用いた布の表面が絹独特の光沢を帯びるのに対し、紬は鈍い光沢を放ち表面に小さなこぶが生じ、独特の風合いを持つ。
耐久性に非常に優れ、古くから日常の衣料や野良着として用いられ、父から子へと数代に渡って着繋がれた。しかし、織りたてでは生地が硬く着心地がよくないため、裕福な商人は番頭などに自分の紬を着せて柔らかくなった所で自分で着用したという話もある。　
江戸時代に贅沢禁止令が出された折に高価な絹物を着ることが禁止された。しかし富裕な町人たちは絹を着ることを諦めずに「遠目からは木綿に見える」ということで工夫され、絹であるのに木綿と言い張れるようにと好んで着るようになったとする説もある。
色合いが渋く、絹なのに絹らしい光沢を持たない、さりげなく趣味の良さを主張できる粋な織物として人気を博した。そのため農村の若い女性にとっては大切な収入源となり、紬の名産地である米沢の女性たちは丹念に織り上げた裂を出荷する夜には別れを惜しみ「米沢の女は紬を抱いて寝る」とも言われた。
織るのに手間がかかることもあって現代では着物好きの人が趣味的に着用する衣装として高額で取引されている。
野良着であったことから材質が絹であっても正装に用いてはならないとされ、外出着もしくはお洒落着として用いられることが多いが、近年では略正装程度であれば用いる場合がある。

## 生紬
蚕が最初に吐く不揃いの糸や、玉繭（2頭以上の蚕が作った繭）など、本来はくず糸とされていた規格外の繭から座繰りで糸を引き、精練加工せずに織った絹織物である。京都に存在した「株式会社小松屋」の創立者である弓削徳明が昭和40年代に開発し命名した。その後多くのメーカーで制作されるようになり、1995年（平成7年）には「株式会社しょうざん」が商標登録している。

## 各地の主な紬
- 米沢紬
- 仁田山紬
- 結城紬
- 牛首紬
- 信州紬
- 郡上紬
- 椎名紬（河内の椎名地域が呼称の由来）
- 久米島紬
- 大島紬（鹿児島県「大島」という古い正式地名からの呼称。現在の奄美大島）
- 交織紬
- 琉球紬
- 弁柄紬
- 塩沢紬
- 遠州木綿（遠州綿紬）
- 伊那紬
- 上田紬

## 女性名
- 三谷紬 (1994 - ) - アナウンサー
- 畠山紬 (2003 - ) - 女優